# Sport Ciclista Català
L'Sport Ciclista Català és una entitat esportiva cultural i recreativa, fundada l'any 1912. Degana del ciclisme català. Posseïdora de les medalles d'Or del Mèrit Ciclista l'any 1947, i de la Federació Catalana de Ciclisme en les seves Noces d'or l'any 1962.

## Història
El club va néixer el 30 de gener de 1912 al Cafè de la Marina, a la Barceloneta. Va ser fundat per uns amants del cicloturisme com a resposta a l'actitud dels dirigents de la UVE (la Federació de llavors) que només es preocupaven pel ciclisme competitiu. Entre el fundadors hi havia Francisco Canto Arroyo, periodista de La Vanguardia i El Mundo Deportivo que va ser un dels impulsors del ciclisme a Catalunya.
Des de 1912 el club ha funcionat ininterrompudament, seguint les petjades del cicloturisme català. Els anys 20 van ser els de màxima esplendor per al club amb mig miler de socis, dedicant-se tant al ciclisme d'oci com de competició, organitzant carreres i esdeveniments culturals.
Durant la dictadura va ser obligat a canviar el seu nom pel de Sociedad Ciclista Catalana, tot i així el club va seguir funcionant. Actualment segueix comptant amb una sèrie d'incondicionals que surten cada diumenge passejant els colors de l'Sport Ciclista Català per tot arreu.

## Butlletí del SCC
La seva història està reflectida de forma impecable als diferents butlletins del SCC, que des de l'any 1912 s'han anat publicant, de forma periòdica (mensual, trimestralment, etc.) any rere any. Amb més de 700 números és la tercera publicació esportiva més antiga de Catalunya. Actualment aquesta col·lecció està guardada en dipòsit a la Biblioteca de la Universitat Pompeu Fabra i s'estan digitalitzant les seves pàgines per a poder conservar millor els exemplars antics. Té un gran valor històric, ja que permet conèixer l'evolució del ciclisme, sobretot del no competitiu, a la ciutat comtal al llarg del segle xx.
Els darrers numeros s'han publicat també en format electrònic perquè arribin a més lectors. Es poden descarregar des de la web del club.

## Activitats organitzades
Des de febrer fins a novembre, l'Sport celebra el seu campionat d'excursionisme, rodant per les carreteres de tot Catalunya. Totes les excursions surten els diumenges des del mateix lloc: cruïlla Avinguda Meridiana amb carrer Guipúscoa (sortida Estació del Metro Clot).